# Lichtjahre
Lichtjahre (en español - Años luz) es el segundo álbum en vivo de la banda alemana Lacrimosa. Este álbum fue grabado durante su tour que realizó en varios países como México, Alemania, Polonia, Italia y China, entre otros. Fue lanzado al mercado el 29 de julio de 2007. También salió al mismo tiempo el DVD Lichtjahre: The Lacrimosa Movie, que fue grabado en forma de película con muchos temas en vivo y también con muchos de los momentos de Tilo y Anne con sus fanáticoss, fiestas y entrevistas.

## Lista de canciones

### CD 1
1. - Lacrimosa theme
2. - Kelch der Liebe
3. - Schakal
4. - Ich bin der brennende Komet
5. - Malina
6. - Alles Lüge
7. - Not every pain hurts
8. - Letzte Ausfahrt: Leben
9. - Halt mich
10. - Alleine zu zweit
11. - Durch Nacht und Flut

### CD 2
1. - The turning point
2. - Road to pain
3. - Vermächtnis der Sonne/Kabinett der Sinne
4. - Tränen der Sehnsucht
5. - Seele in Not
6. - The party is over
7. - Ich verlasse heut' dein Herz
8. - Stolzes Herz
9. - Der Morgen danach
10. - Copycat
11. - Lichtgestalt
12. - The last millenium